# Boscaler de Sichuan
El boscaler de Sichuan (Locustella chengi) és una espècie d'ocell de la família dels locustèl·lids (Locustellidae). Es troba a l'interior de la Xina. Habita els boscos temperats i els matollars temperats. El seu estat de conservació es considera de risc mínim.